# Levu amboinensis
Levu amboinensis är en insektsart som beskrevs av Frederick Arthur Godfrey Muir 1913. Levu amboinensis ingår i släktet Levu och familjen Derbidae. Inga underarter finns listade i Catalogue of Life.